# St. Foillan (Aachen)

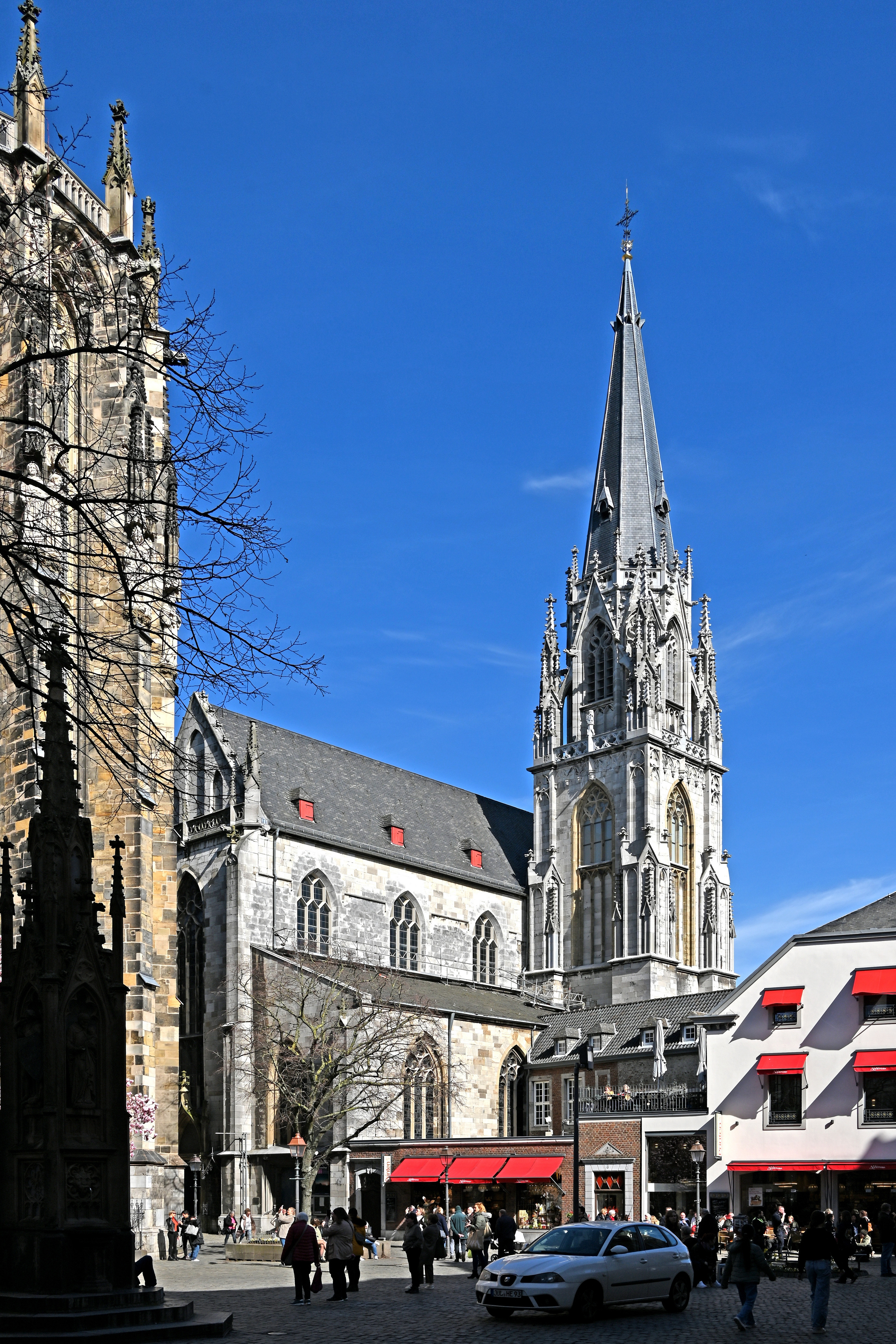
St. Foillan

 St. Foillan  ist eine der Stadtpfarrkirchen in Aachen. Sie befindet sich im Bereich der Fußgängerzone und ist nur durch eine schmale Gasse vom Dom getrennt. Sie ist die einzige Kirche im deutschsprachigen Raum, welche das Patrozinium des Foillan trägt. Dies gilt als Indiz dafür, dass die Missionierung des Aachener Raumes von Westen her erfolgte.

## Geschichte

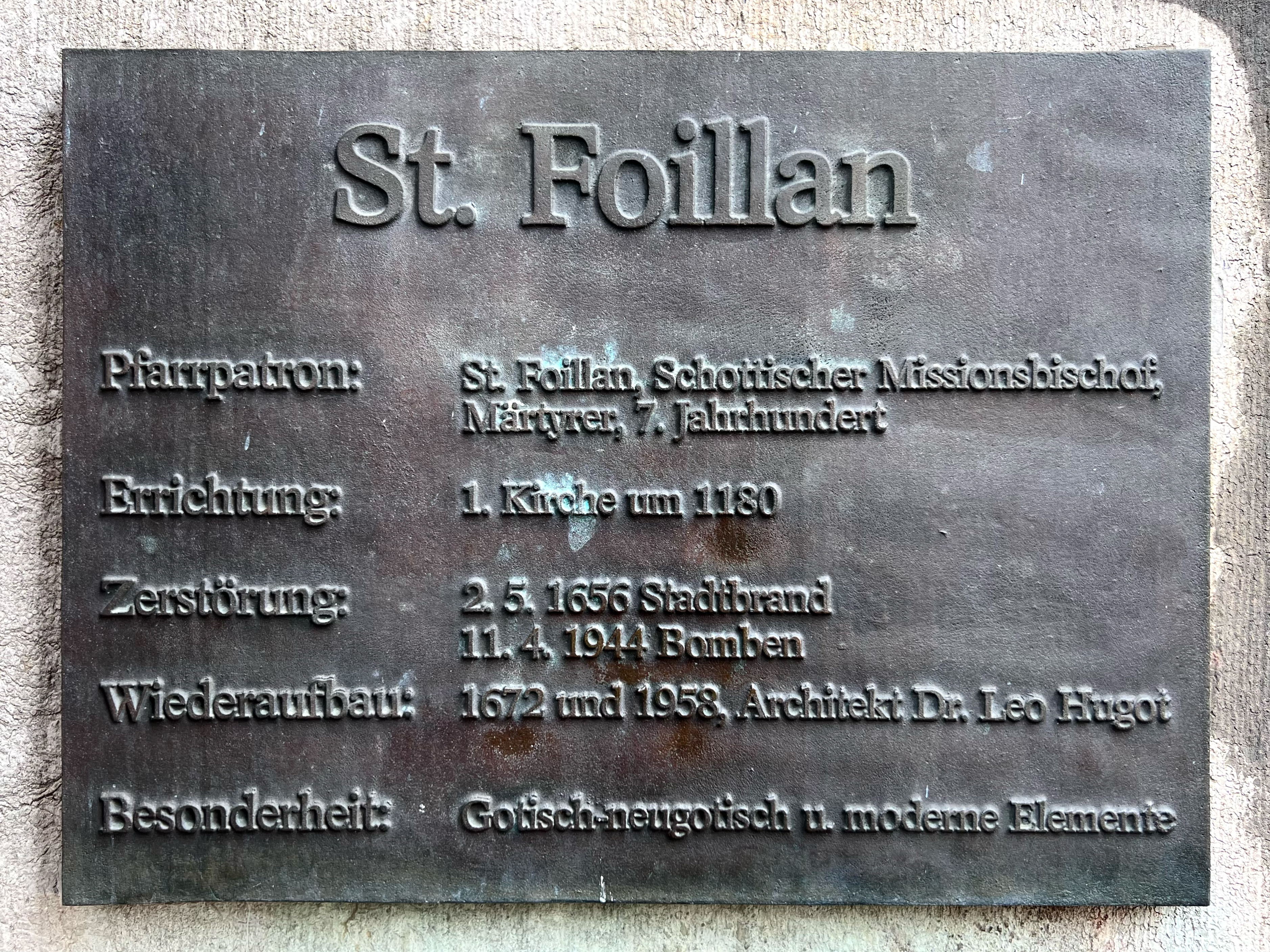
Bronzetafel mit Geschichtsdaten

Nach der Errichtung des Aachener Münsters (Dom wird das Münster erst mit der Gründung des Bistums 1930) um das Jahr 800 feierten die Privilegierten des Reiches und die Kanoniker des Marienstifts ihre Gottesdienste in diesem Gotteshaus, während der normale Bürger auf andere Kirchen ausweichen musste. Deshalb wurde um 1180 an der Stelle der heutigen Pfarrkirche St. Foillan ein Gotteshaus gleichen Namens errichtet. Dieses existiert heute nicht mehr.
Nachdem die Münsterkirche (der heutige Dom) durch eine Erweiterung des Seitenschiffs im Jahre 1414 deutlich vergrößert worden war, strebten auch die Bürger Aachens nach einem Neubau ihrer inzwischen zu klein gewordenen Kirche. So wurde ein dreischiffiger gotischer Neubau errichtet und 1482 geweiht. Von ihm sind bis heute noch einige Teile erhalten. Die Erweiterung der Münsterkirche (Doms) ließ beide Gotteshäuser sehr nahe zusammenrücken; sie blieben lediglich durch eine schmale Gasse getrennt. Um den optischen Eindruck der Enge nicht noch zu verstärken, wurde der neu errichtete Kirchturm von St. Foillan untypisch an der Südseite errichtet. Ein Turm zur üblicherweise gewählten Westseite läge dem Dom viel zu nahe.
Das heutige Aussehen der Kirche hat wenig mit dem der damaligen Zeit zu tun. Lediglich Reste des Chors, Teile der Fassade und wenige weitere Bereiche sind erhalten. Die übrigen Fassadenteile und der Turm stammen von 1888 oder später. Hierfür sind u. a. zahlreiche Brände verantwortlich, die die Kirche stark beschädigt hatten. Den größten Schaden richtete im II. Weltkrieg ein Bombenangriff am Dienstag nach Ostern 1944 an. Hierbei wurde die Kirche fast völlig zerstört.

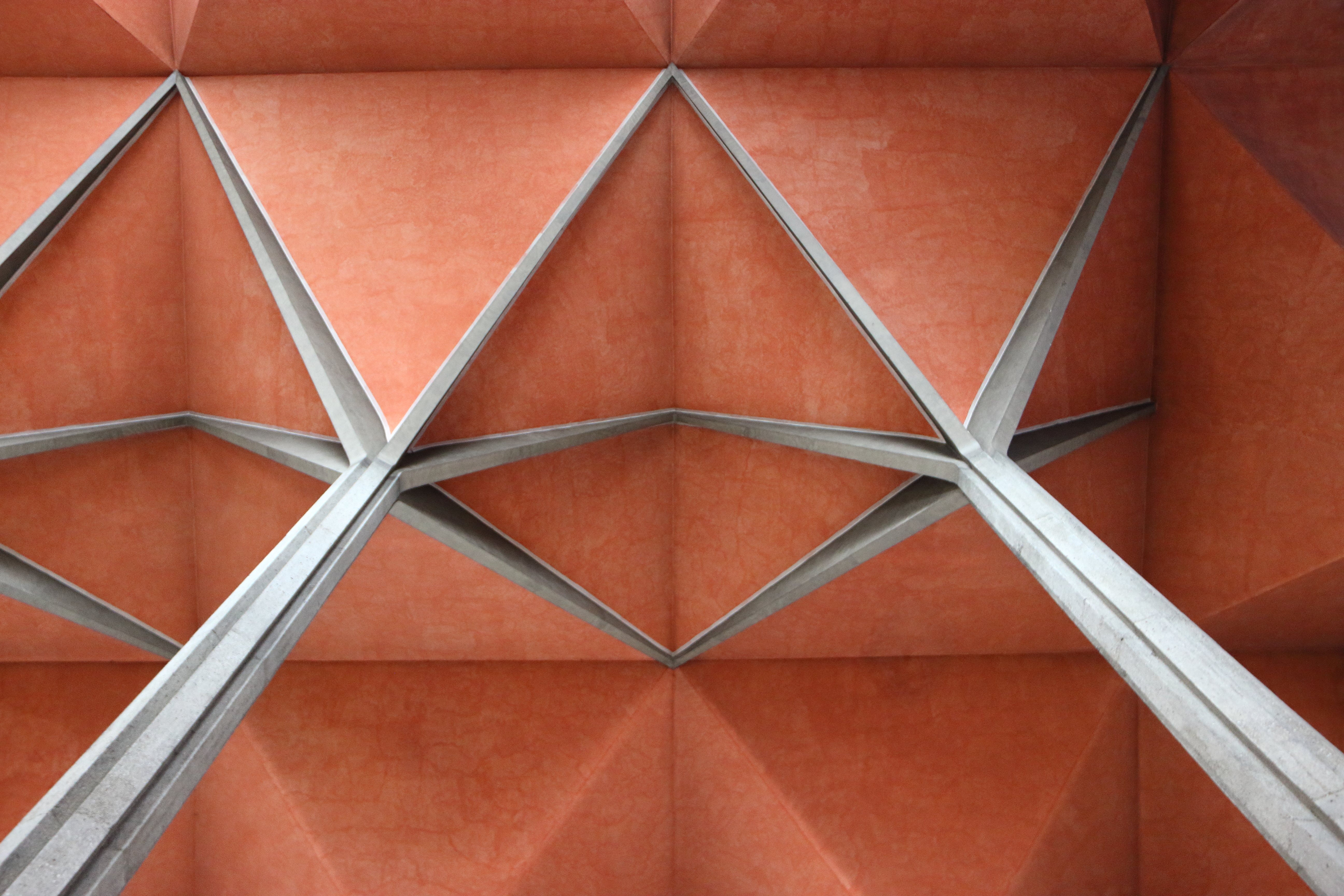
Untersicht der Faltdecke mit den Pfeilern

Von 1956 bis 1958 erfolgte der Wiederaufbau des Gotteshauses durch den Aachener Architekten und Dombaumeister Leo Hugot. Die erhalten gebliebenen gotischen Teile wurden zu einem neuen Ganzen verschmolzen durch eine moderne Pfeilerkonstruktion mit gegossener Faltdecke. Dabei wurde auf die Sakristei verzichtet. Hugot orientierte sich beim Wiederaufbau von St. Foillan am Vorbild der Jakobinerkirche in Toulouse.
Infolge einer umfassenden Gemeindereform gehört St. Foillan zum katholischen Pfarrverbund Franziska von Aachen in Aachen-Mitte, welcher auf die Namenspatronin Franziska Schervier zurückgeht und von den Armen-Schwestern vom heiligen Franziskus unterstützt wird. Zu diesem Verbund gehören ferner die Gemeinden St. Adalbert, St. Andreas, Hl. Kreuz, St. Marien, St. Peter sowie die Jugendkirche kafarna:um und die Neue Gemeinde Zeitfenster.

## Ausstattung

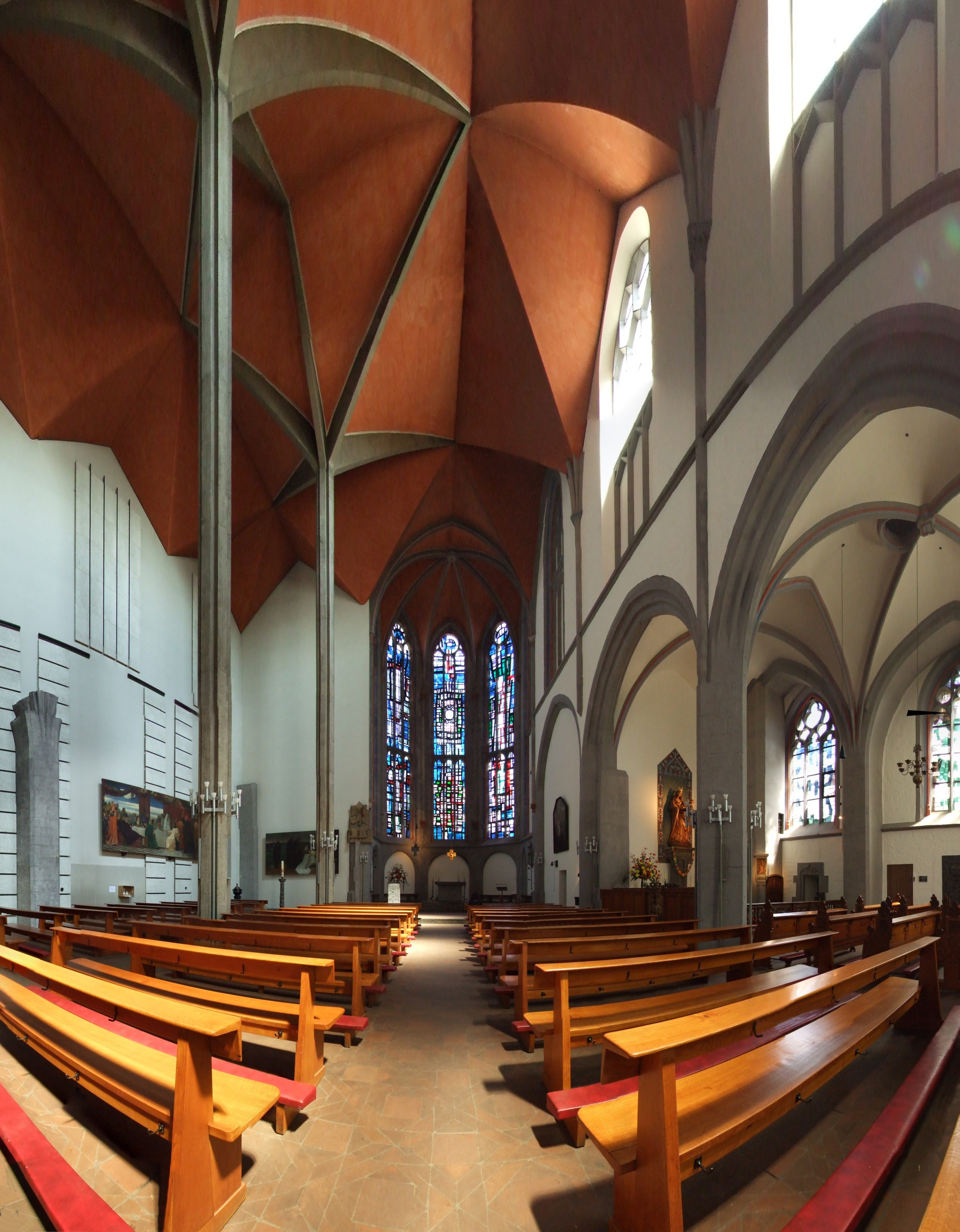
Innenraum von St. Foillan (Weitwinkel), links im Bild die Gemälde von August von Brandis

Als zentraler Blickfang befindet sich in der Mitte des Chorraumes der Altar aus dem Jahr 1962. Er wurde von Klaus Iserlohe gestaltet und besteht aus Blaustein. Das umlaufende Relief zeigt 32 Szenen aus der Heilsgeschichte.
Über dem Altar befindet sich ein großes Bronzekreuz mit Emaillebeschichtung, das ebenfalls aus dem Jahr 1962 stammt. Es wurde von Egino Weinert geschaffen und zeigt auf der Vorderseite Szenen der Kreuzigung, auf der Rückseite das Lamm Gottes.
Das Tabernakel als achteckiger Altaraufsatz, stammt aus dem Jahre 1962 und wurde vom selben Künstler gestaltet. Emaillearbeiten auf der Außenseite zeigen Szenen aus dem Leben Jesu.
Für den Lichteinfall ins Gotteshaus sorgen u. a. drei große Mittelfenster im Chorraum. Sie stammen aus dem Jahr 1958 und wurden von Wilhelm Buschulte erstellt. Abgebildet sind Szenen aus der Offenbarung des Johannes. Als Motive zeigen das große Westfenster in einer Farbkomposition das Thema „Das Heil [rot] in der Geschichte“. Dargestellt sind der Schöpfungsakt, die Menschwerdung Gottes und die endzeitliche Vollendung.
Der Ambo aus dem Jahr 1966 wurde von Klaus Iserlohe gestaltet und besteht wie der Altar aus Blaustein. Die Reliefs zeigen, wie das Wort Gottes zu den Menschen kam sowie die sieben Schmerzen Mariens.
Von Klaus Iserlohe ist ebenfalls das Taufbecken mit dem Osterleuchter. Sie sind aus dem Jahr 1968. Das Ensemble aus Bronze und Blaustein verbindet die vielschichtige Symbolik des Taufritus (Wasser, Rotes Meer, Jordan, Lebensbaum, Licht, Feuersäule, Sonnenscheibe, Urschlange u. a. m).
Zahlreiche Gemälde schmücken den Innenraum der Kirche.
St. Foillan verfügt über zwei großformatige sakrale Frühwerke von August von Brandis. Das eine aus dem Jahre 1901/1902 stellt in einer fröhlichen, südländisch geprägten Szene die Hochzeit zu Kana dar, das andere zeigt die Grablegung Christi. Symbolisch befindet sich in der Kirche die Osterkerze vor diesem Gemälde, um den Übergang zwischen Grablegung und Auferstehung darzustellen.
Zwei weitere Gemälde sind deutlich älter. Abraham Campenhout, ein Rubensschüler schuf das Gemälde Madonna mit Kind 1649. Bei der ebenfalls in der Kirche als Gemälde gezeigten Schwarzen Madonna handelt es sich um die Kopie eines Gemäldes des als Original in Brünn ausgestellten Werkes von ca. 1700.

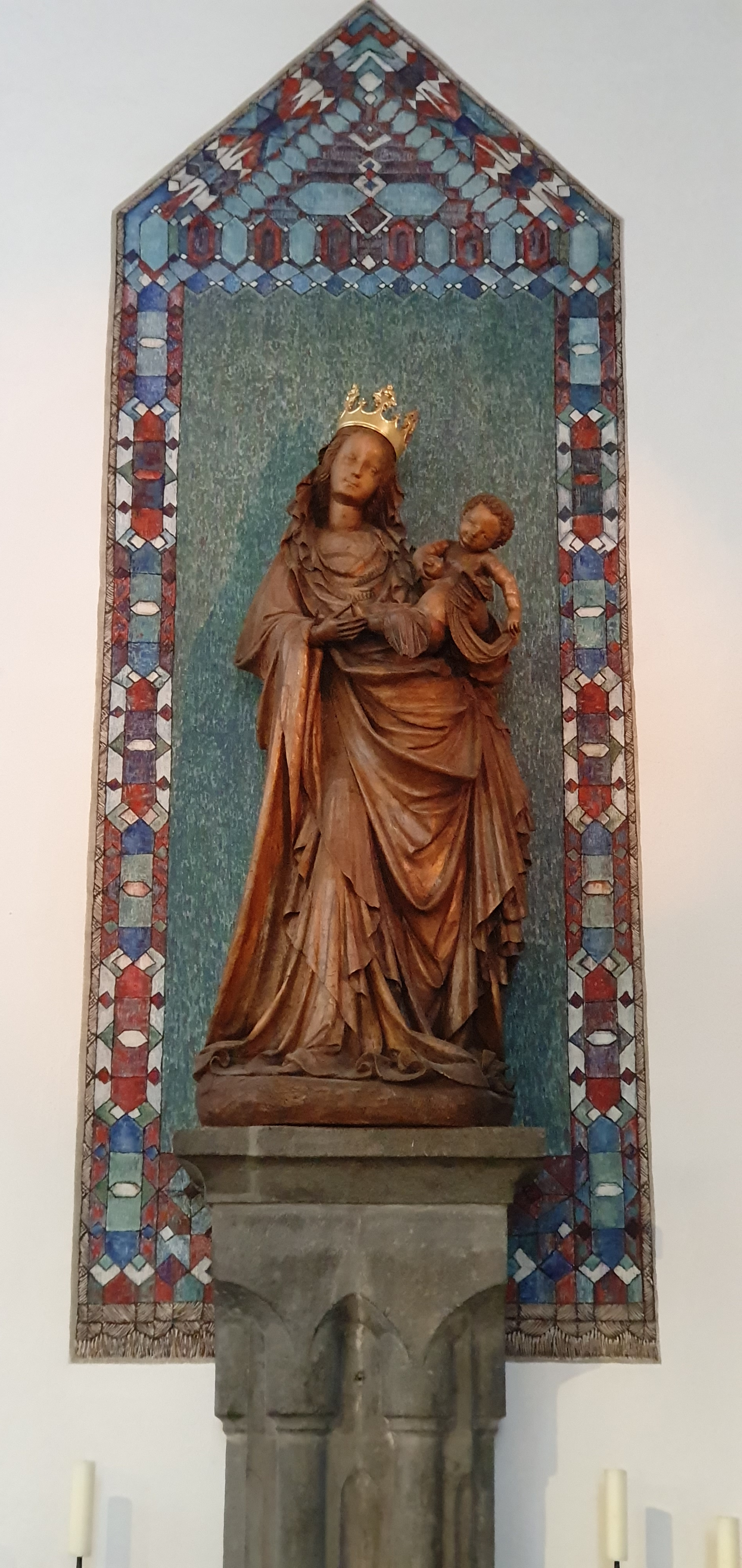
„Schöne Madonna“
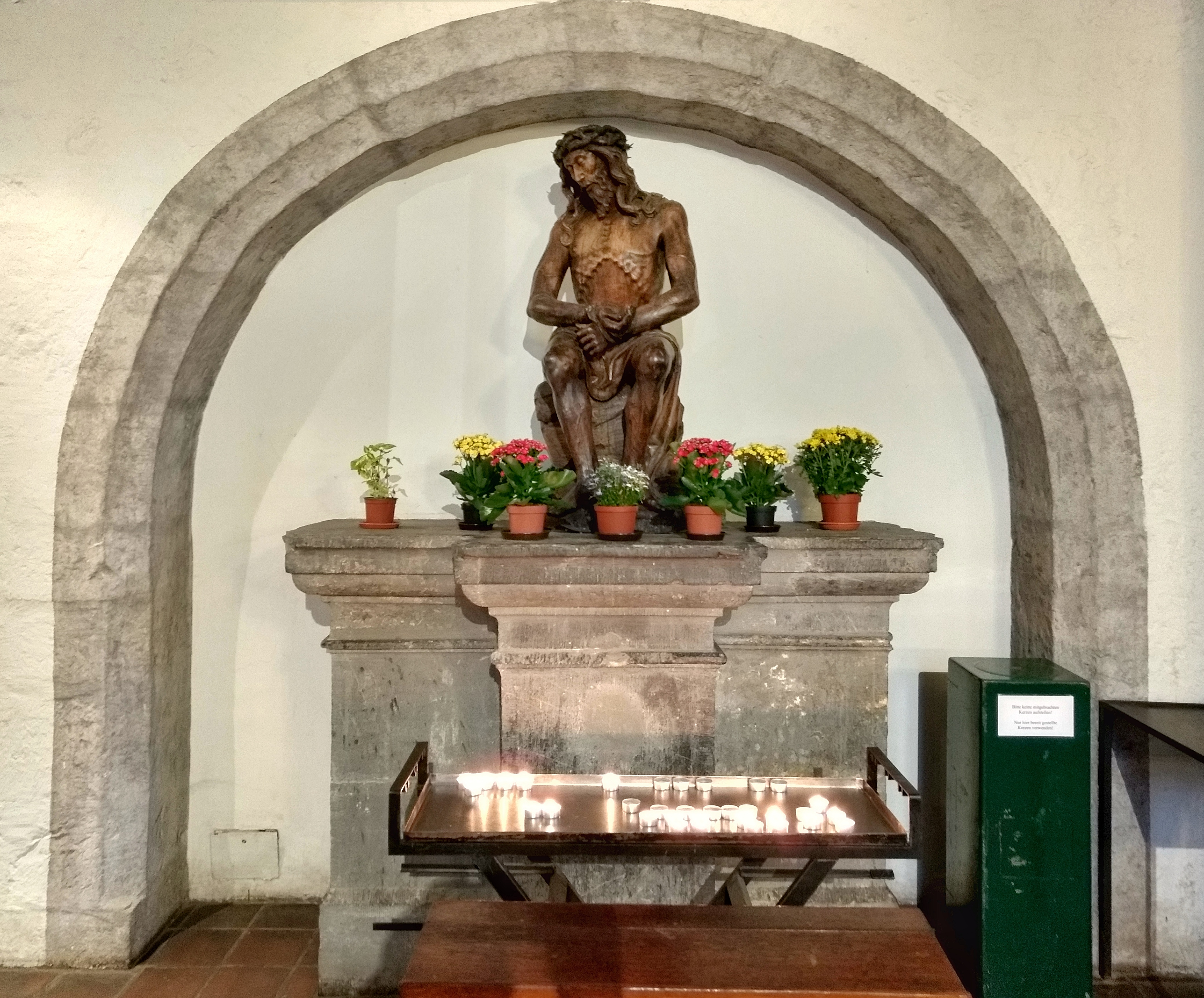
Ecce Homo-Figur in St. Foillan

Zu den bemerkenswertesten Skulpturen in St. Foillan gehört die Schöne Madonna. Sie ist im südlichen Seitenschiff in einem Altar aufgestellt. Die Madonna stammt aus dem Jahr 1410 und ist ein Beispiel der spätgotischen Plastik des „Schönen Stils“ mit ausgeprägt weichen, eleganten Formen. Ihre ursprüngliche Polychromie wurde nach der Parler-Ausstellung in Köln 1979 entfernt. 1984 wurde der gemalte Wandteppich von Irene Rothweiler gestaltet, mit der neu gekrönten Madonna eingeweiht.
Ferner gehört dazu eine Holzfigur des gegeißelten Jesus mit Dornenkrone (Ecce homo) aus dem 16. Jahrhundert.
Von 1987 stammt der in der Kirche vorhandene Kreuzweg. Dieser besitzt, anders als üblich, 16 statt 14 Stationen, da nicht die Grablegung, sondern die Auferstehung das Ende des Kreuzweges darstellt. Die Stationen sind ein Nachguss aus der Kiliansgruft im Würzburger Neumünster.

## Orgel
Seit dem Wiederaufbau der Kirche nach dem Zweiten Weltkrieg standen zwei verschiedene Orgeln in der Kirche. Zwischen 1979 und 2010 gab es die Peter-Orgel, die eigens für diesen Kirchenraum gebaut worden war. Diese wurde dann 2012 durch die denkmalgeschützte Klais-Orgel von 1913 ersetzt, welche zuvor in der Nikolauskirche in Aachen stand.

### Peter-Orgel von 1979 bis 2010
Bis 2010 befand sich in St. Foillan eine Orgel, die 1979 von der Orgelbaufirma Willi Peter (Köln) erbaut worden war. 1998 wurde das Instrument neu intoniert und um zwei Register erweitert. Die Orgel hat Schleifladen mit elektrischen Spiel- und Registertrakturen. Diese Orgel wurde abgebaut und nach Polen verkauft.
| I Hauptwerk C–g3 |             |    |
| 1.               | Prinzipal   | 8′ |
| 2.               | Rohrflöte   | 8′ |
| 3.               | Oktave      | 4′ |
| 4.               | Blockflöte  | 4′ |
| 5.               | Superoktave | 2′ |
| 6.               | Mixtur IV   |    |
| 7.               | Trompete    | 8′ |

| II Schwellwerk C–g3 |                     |       |
| 8.                  | Bleigedackt         | 8′    |
| 9.                  | Englische Gambe     | 8′    |
| 10.                 | Voix Céleste (1998) | 8′    |
| 11.                 | Koppelflöte         | 4′    |
| 12.                 | Oktavflöte          | 2′    |
| 13.                 | Sesquialter II      | 2 ⁄3′ |
| 14.                 | Oboe (1998)         | 8′    |

| Pedal C–f1 |            |     |
| 15.        | Subbass    | 16′ |
| 16.        | Oktavbass  | 8′  |
| 17.        | Pommer     | 8′  |
| 18.        | Choralbass | 4′  |
| 19.        | Fagott     | 16′ |

- Koppeln: II/I, I/P, II/P
- Spielhilfen: 3 freie Kombinationen

### Klais-Orgel (1913) ab 2010

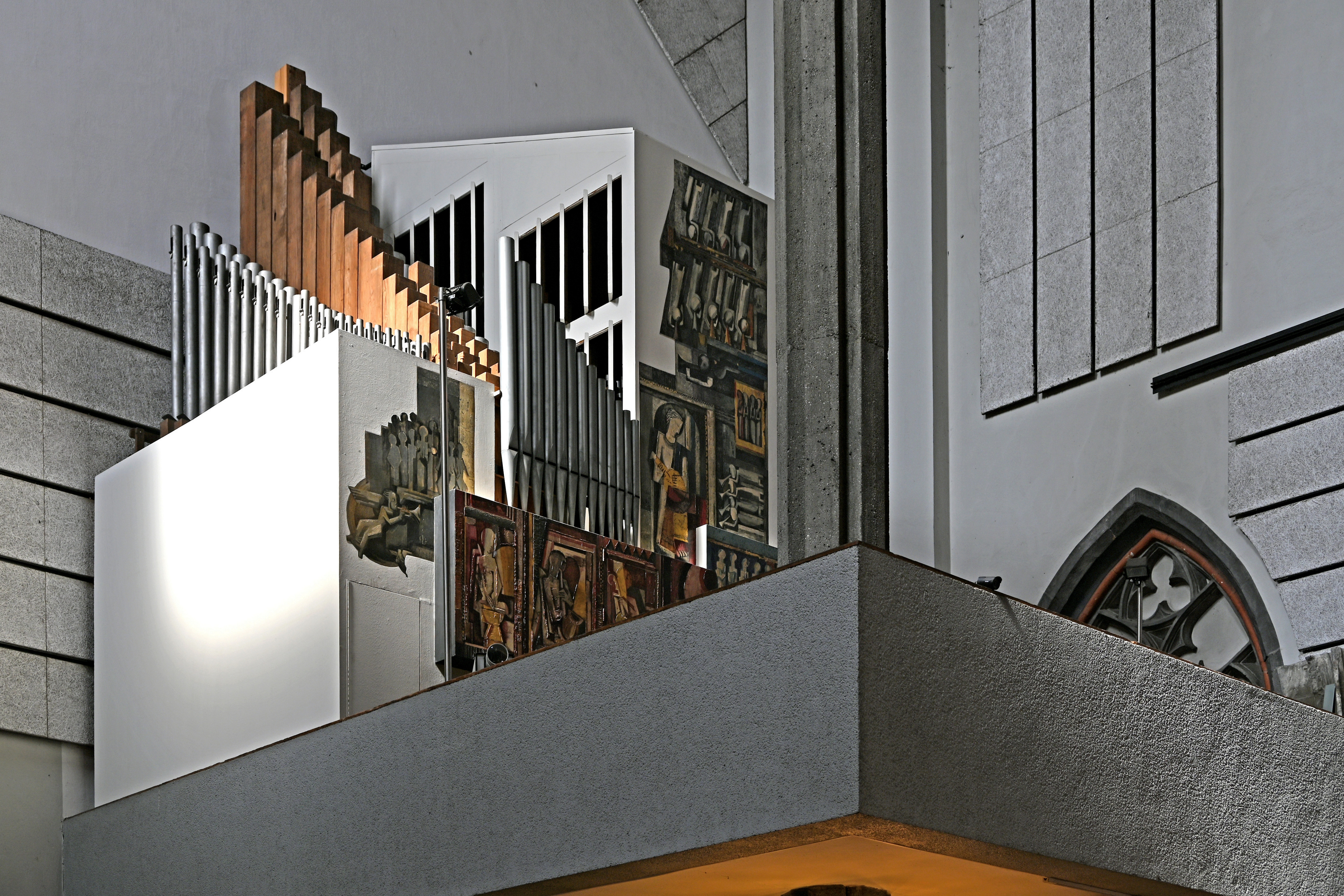
Klais-Orgel

Als Ersatz wurde die denkmalgeschützte Klais-Orgel nach dem Brand zu Silvester 2010 in der zur Citykirche umfunktionierten St.-Nikolaus-Kirche nach St. Foillan übergeführt. Das Instrument wurde im Jahre 1913 von dem Orgelbauer Klais (Bonn) für die Propsteikirche Kornelimünster errichtet (Opus 502) und in einem historischen Gehäuse von 1763 aufgestellt, das von dem Künstler Johann Joseph Couven gestaltet worden war. Leo Hugot ließ sie 1963 nach St. Nikolaus bringen und mit einem gemalten Orgelprospekt des Künstlers Franz Pauli versehen. Diese zweitälteste Orgel in Aachen wurde 2012 nach vollständiger Restaurierung in St. Foillan aufgestellt, da sie als noch wertvollere Orgel an diesem Ort einen würdigeren Platz erhielt. Das Instrument hat 32 Register auf zwei Manualen und Pedal. Sie besitzt ein vollpneumatisches Spielwerk und gilt als besonderes Klangdenkmal der Spätromantik, weswegen sie seit 1988 unter Denkmalschutz steht.
| I Hauptwerk C–g3 |                |       |
| 1.               | Bordun         | 16′   |
| 2.               | Prinzipal      | 8′    |
| 3.               | Fugara         | 8′    |
| 4.               | Doppelflöte    | 8′    |
| 5.               | Flauto amabile | 8′    |
| 6.               | Dulciana       | 8′    |
| 7.               | Oktave         | 4′    |
| 8.               | Rohrflöte      | 4′    |
| 9.               | Quinte         | 2 ⁄3′ |
| 10.              | Superoktave    | 2′    |
| 11.              | Cornett IV     |       |
| 12.              | Mixtur IV      |       |
| 13.              | Trompete       | 8′    |

| II Schwellwerk C–g3 |                     |     |
| 14.                 | Lieblich Gedackt    | 16′ |
| 15.                 | Hornprincipal       | 8′  |
| 16.                 | Sologamba           | 8′  |
| 17.                 | Aeoline             | 8′  |
| 18.                 | Vox coelestis       | 8′  |
| 19.                 | Geigenprincipal     | 4′  |
| 20.                 | Hohlflöte           | 4′  |
| 21.                 | Flautino            | 2′  |
| 22.                 | Sesquialtera II     |     |
| 23.                 | Soloflöte (überbl.) | 8′  |

| Pedal C–f1 |                       |         |
| 24.        | Contrabass            | 16′     |
| 25.        | Subbass               | 16′     |
| 26.        | Violon                | 16′     |
| 27.        | Zartbass (aus Nr. 25) | 16′     |
| 28.        | Quinte (aus Nr. 25)   | 10 2⁄3′ |
| 29.        | Principal             | 8′      |
| 30.        | Violoncello           | 8′      |
| 31.        | Bassflöte             | 4′      |
| 32.        | Posaune               | 16′     |

- Koppeln: II/I, Super II/I ausgebaut bis g4, Sub II/I, I/P, II/P, Super II/P
- Spielhilfen: Registercrescendo, feste Kombinationen (p, mf, f, tutti), eine freie Kombination
- Traktur: pneumatische Kegelladen
- Im Schwellwerk ist für die Benutzung der Superoktavkoppel der Tonumfang bis g4 ausgebaut.

## Wichtige Ereignisse

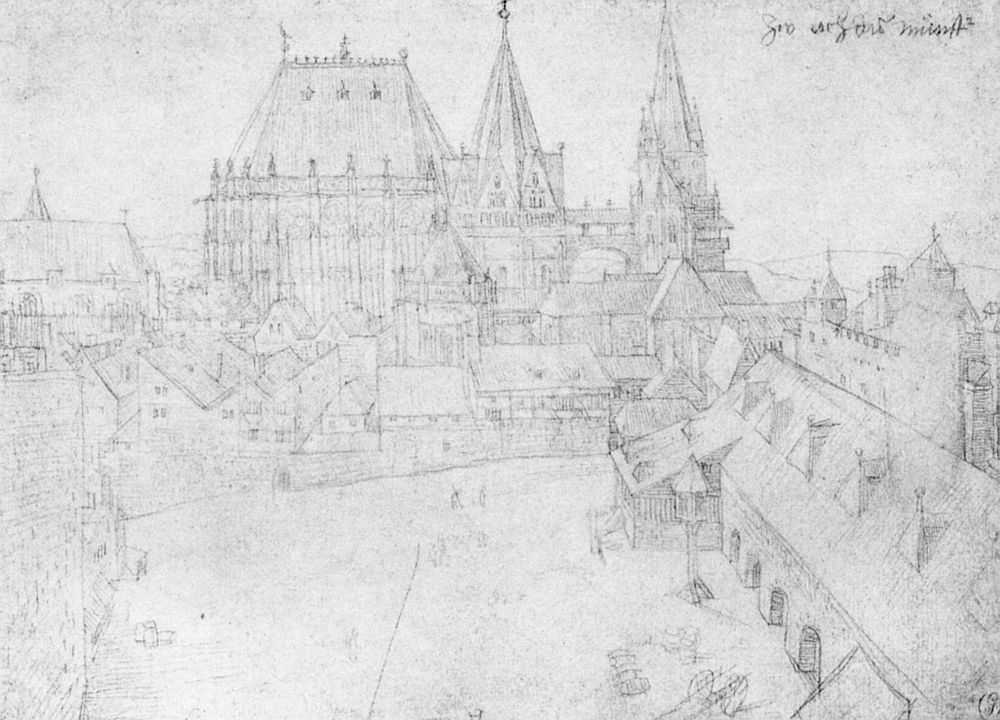
Zeichnung (1520) von Albrecht Dürer, hinten links St. Foillan

- Der Dominikanerpater Johann Tetzel predigte 1507 in St. Foillan den Ablass.
- Anlässlich der Krönung Karls V. zeichnete Albrecht Dürer im Jahr 1520 St. Foillan zusammen mit Rathaus und Dom.
- 1848 wurde in St. Foillan erstmals in einer Pfarrkirche eine Maiandacht gefeiert.

## Pfarrer
Folgende Priester wirkten bislang als Pfarrer an St. Foillan bzw. seit der Pfarrfusion 2010 als Pfarrer der Pfarrgemeinde Franziska von Aachen:
- 1919–1932: Franz Josef Husmann
- 1932–1945: Leopold von Schütz
- 1945–1968: Heinrich Scharrenbroich
- 1968–1974: Heinrich Pütz
- 1974–1996: Klaus Clasen
- 2004–2018: Franz-Josef Radler
- Seit 2020: Timotheus Eller